# New Athens (Ohio)
New Athens és una vila dels Estats Units a l'estat d'Ohio. Segons el cens del 2000 tenia 342 habitants.

## Demografia
Segons el cens del 2000, New Athens tenia 342 habitants, 135 habitatges, i 100 famílies. La densitat de població era de 471,6 habitants/km².
Dels 135 habitatges en un 26,7% hi vivien nens de menys de 18 anys, en un 63% hi vivien parelles casades, en un 7,4% dones solteres, i en un 25,2% no eren unitats familiars. En el 21,5% dels habitatges hi vivien persones soles el 13,3% de les quals corresponia a persones de 65 anys o més que vivien soles. El nombre mitjà de persones vivint en cada habitatge era de 2,53 i el nombre mitjà de persones que vivien en cada família era de 2,91.
Per edats la població es repartia de la següent manera: un 21,6% tenia menys de 18 anys, un 7,3% entre 18 i 24, un 28,1% entre 25 i 44, un 24,6% de 45 a 60 i un 18,4% 65 anys o més.
L'edat mediana era de 40 anys. Per cada 100 dones de 18 o més anys hi havia 88,7 homes.
La renda mediana per habitatge era de 26.786 $ i la renda mediana per família de 31.667 $. Els homes tenien una renda mediana de 25.833 $ mentre que les dones 17.344 $. La renda per capita de la població era de 12.771 $. Aproximadament el 18,8% de les famílies i el 19,6% de la població estaven per davall del llindar de pobresa.

## Poblacions més properes
El següent diagrama mostra les poblacions més properes.